# 公民大道站
公民大道站（羅馬化：Grazhdansky prospekt）是聖彼得堡地鐵基洛夫－維堡線的一個車站，設計者是A. Getskin，V Vydrin和E. Val'。車站開通於1978年12月29日。公民大道站的修建是為了這一增加的人口。由於人口的增加，公民大道站是聖彼得堡地鐵最繁忙的車站。